# Hartley Shawcross
Hartley William Shawcross, baron Shawcross GBE (ur. 4 lutego 1902 w Gießen w Niemczech, zm. 10 lipca 2003 w Cowbeech w hrabstwie East Sussex) –  brytyjski prawnik i polityk, członek Partii Pracy, minister w drugim rządzie Clementa Attleego, główny brytyjski prokurator podczas procesu przed Międzynarodowym Trybunałem Wojskowym w Norymberdze.

## Życiorys
Był synem Johna i Hildy Shawcross. Urodził się w Niemczech, gdzie jego ojciec wykładał anglistykę na Uniwersytecie Gissen. Wykształcenie odebrał w Dulwich College, w London School of Economics oraz na Uniwersytecie Genewskim. Następnie rozpoczął praktykę adwokacką w korporacji Gray’s Inn. Uzyskał również tytuł Radcy Króla. Wcześnie związał się z Partią Pracy i z jej ramienia został w 1945 wybrany do Izby Gmin z okręgu St Helens. W laburzystowskim rządzie otrzymał stanowisko prokuratora generalnego.
W latach 1945–1946 był głównym brytyjskim prokuratorem podczas procesu norymberskiego. W 1945 oskarżał Williama Joyce’a i Johna Ameryego w procesie o zdradę. Oskarżał również w sprawie o ujawnianie sekretów bomby atomowej Związkowi Radzieckiemu przeciwko Klausowi Fuchsowi i Alanowi Nunnowi Mayowi, a także w sprawie o morderstwo przeciwko Johnowi Haighowi. W 1948 reprezentował rząd przez trybunałem Lynskeya powołanego do zbadania spraw korupcji wśród ministrów i służby cywilnej. W 1951 przez krótki czas był przewodniczącym Zarządu Handlu.
Shawcross był w 1957 jednym z założycieli stowarzyszenia prawników JUSTICE, zajmującego się prawami człowieka i reformami prawa, oraz do 1972 był jego pierwszym przewodniczącym. W 1958 zrezygnował z zasiadania w Izbie Gmin. 14 lutego 1959 otrzymał jeden z pierwszych nadanych w Wielkiej Brytanii parostw dożywotnich i jako baron Shawcross zasiadł w Izbie Lordów. W latach 1965–1985 był kanclerzem Uniwersytetu Sussex. Po 1981 poparł Partię Socjaldemokratyczną po jej secesji z Partii Pracy.
Był trzykrotnie żonaty. Jego pierwszą żoną została 24 maja 1924 Alberta Rosita Shyvers. Popełniła ona samobójstwo 30 grudnia 1943. 21 września 1944 Shawcross poślubił Joan Winifred Mather, która zmarła na skutek wypadku podczas jazdy konnej 26 stycznia 1974. Wreszcie 18 kwietnia 1997 w Gibraltarze poślubił Susanne Monique Huiskamp. Miał dwóch synów - historyka Williama oraz Hume’a, oraz córkę, Joannę.
Zmarł w 2003 jako ostatni żyjący członek gabinetu Attlee'ego.

## Odznaczenia
- Krzyż Wielki Orderu Imperium Brytyjskiego
- Krzyż Komandorski Orderu Odrodzenia Polski (14 kwietnia 1947, za wybitne zasługi na polu ścigania niemieckich przestępców wojennych oraz okazywanie pomocy delegacji polskiej podczas procesu w Norymberdze)[1].